# Beşdeğirmen, Söğütlü
Beşdeğirmen là một xã thuộc quận Söğütlü, tỉnh Sakarya, Thổ Nhĩ Kỳ. Dân số thời điểm năm 2008 là 394 người.